# Karl Mayr
 (septembre 2022).
Si vous disposez d'ouvrages ou d'articles de référence ou si vous connaissez des sites web de qualité traitant du thème abordé ici, merci de compléter l'article en donnant les références utiles à sa vérifiabilité et en les liant à la section « Notes et références ».
Karl Mayr est né le 5 janvier 1883 et décédé le 9 février 1945, est un ancien officier bavarois qui fut notamment capitaine de la Deutsches Heer pendant la Première Guerre mondiale puis commandant dans l'armée allemande, au cours de la période dite de la  République de Weimar. Après la guerre, en 1919, il recruta Adolf Hitler comme agent de renseignement et d'infiltration au sein des nouveaux partis politiques à Münich.

## Biographie
Il est le fils d'un magistrat. Après ses études secondaires, ayant obtenu son Abitur (équivalent du baccalauréat français), il s'engage le 14 juillet 1901, en tant qu'élève-officier au sein de la 1re division d'infanterie bavaroise à Munich (« Kadett »). Il devient officier en 1903.
À compter du début de la Première Guerre mondiale, il combat d'abord en Lorraine puis en Belgique flamande. Le 1er juin 1915, il est promu capitaine. Le 13 mars 1918, il est nommé commandant de la 1re compagnie du bataillon bavarois qui avait été envoyé en Turquie du 20 juillet au 15 octobre 1918.
Après la guerre, il devient commandant de compagnie au sein du 1er régiment d'infanterie bavarois à Munich et commande notamment le groupe 4 sous les ordres du futur lieutenant-général  Von Mohl. Comme chef du service de renseignement de son régiment, il recrute Adolf Hitler comme agent d'infiltration en juin 1919. Afin de mener à bien sa mission, Adolf Hitler a reçu une formation intitulée « La Pensée nationale » diffusée par la Reichswehr (armée allemande de la République de Weimar) au sein du Lagerlechfeld près d'Augsbourg. Karl Mayr envoie plus tard Adolf Hitler comme observateur aux nombreuses réunions des différents partis politiques nouvellement formés à Munich. Adolf Hitler a passé beaucoup de temps aux réunions et a écrit de nombreux rapports pour la Reichswehr sur les idées politiques, les objectifs et les méthodes des partis politiques, dont les activités du DAP (Parti ouvrier allemand). Adolf Hitler interviendra pour la première fois comme orateur du DAP, dans une brasserie le 12 septembre 1919. En mars 1920, Karl Mayr envoie Adolf Hitler, Dietrich Eckart et Robert von Greim à Berlin pour observer de près les événements du Putsch de Kapp qui a eu lieu à Berlin. 
En septembre 1920, il devient commandant de la section I du renseignement de l'armée allemande (Reichswehr). En 1921, il devient un partisan du parti nazi et le rejoint alors mais en 1925, il adhère également au SPD. En 1930, il quitte le parti nazi et tente de combattre certains principes du parti nazi, avec notamment Ernst Röhm. 
À l'arrivée au pouvoir de Hitler en janvier 1933, il émigre en France. En 1940, après la bataille de France, il est arrêté à Paris par la Gestapo. Il est incarcéré au camp de concentration d'Oranienbourg-Sachsenhausen jusqu'en 1943. Il est ensuite transféré au camp de Buchenwald, où il  est assassiné par les SS le 9 février 1945.